# Golay-Buchel Holding
Die Golay-Buchel Holding S.A. mit Sitz in Lausanne war ein international tätiges Schweizer Schmuckwaren-Unternehmen. Ihre Aktivitäten konzentrierten sich auf die Verarbeitung und den Vertrieb von Kulturperlen, Diamanten, Farbedelsteinen und Goldschmuck. Das Unternehmen war an der Schweizer Börse SWX Swiss Exchange kotiert. Mehrheitsaktionär war die in Genf ansässige Norinvest Holding SA.

## Geschichte
Das Unternehmen wurde 1887 von Louis-Auguste Golay in Le Sentier, im Vallée de Joux, gegründet. Golay handelte zunächst mit Naturperlen, Edelsteinen und anderen Produkten für Juweliere und Uhrenhersteller.
1985 ging das Unternehmen an die Börse. Mit der Gründung der Filialkette Oro Vivo expandierte Golay 1987 in den Uhren- und Schmuck-Einzelhandel. 1999 gründete Golay zusammen mit der Swarovski Gruppe das Gemeinschaftsunternehmen Signity, gleichzeitig wurde die Organisationsstruktur von Golay in die drei Divisionen Produktion, Grosshandel und Einzelhandel aufgeteilt.
Auf seinem Höhepunkt im Jahre 2000 beschäftigte der Konzern 1'900 Mitarbeiter und erzielte einen Umsatz von 325 Millionen Franken. Mit der Veräusserung der Einzelhandelssparte Oro Vivo im Jahre 2004 und dem Anteil an Signity im Jahre 2006 begann Golay eine drastische Desinvestitionsphase. Die Firma wurde 2016 liquidiert.